# Touch! Generations

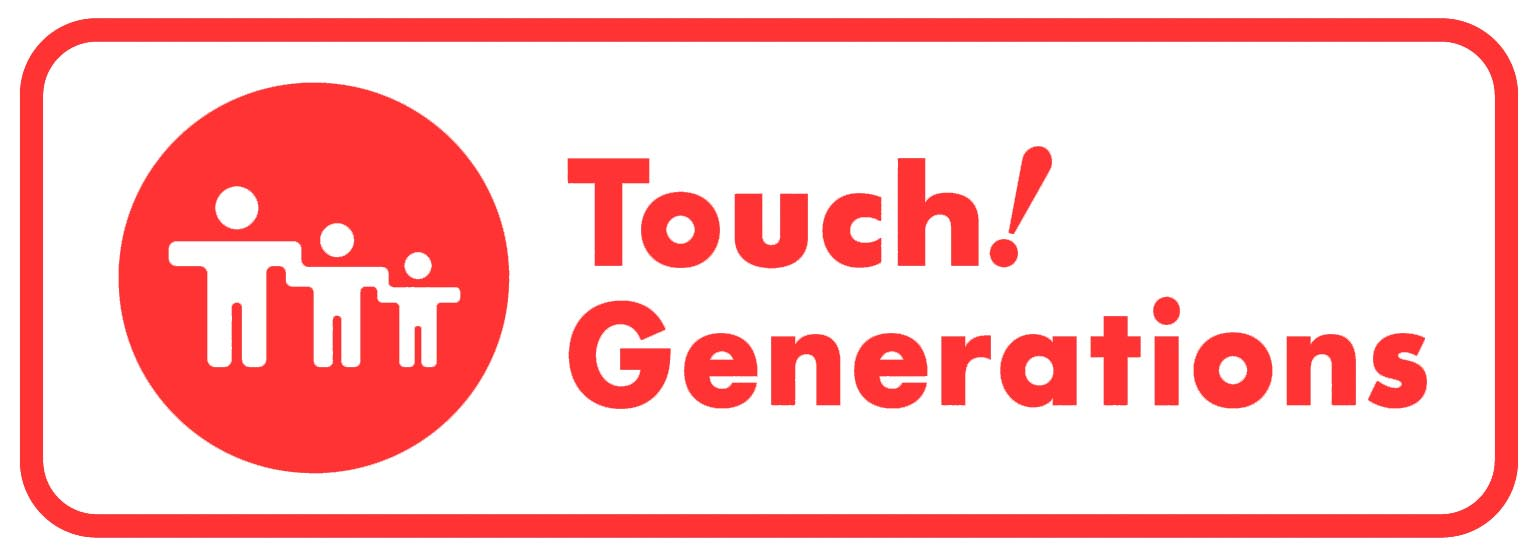
Logotipo da Touch! Generations.

Touch! Generations é uma marca da Nintendo para descrever jogos criados para atingir um grupo de jogadores mais tradicionais. Os jogos lançado nessa linha geralmente são títulos clássicos de jogos como Sudoku Gridmaster ou Big Brain Academy, os jogos são apreciados principalmente pelo público mais adulto.

## Japão
No japão, a origem da marca Touch! Generations, a marca virou um sucesso, com jogos da série com altos índices de vendas. Abaixo uma lista de jogos lançados no país.
- The Original "POINT-AND-SPEAK" Phrasebook
- Tetris DS
- Nintendogs
- Magic Taizen
- Yawaraka Atama Juku
- Kanji Sonomama DS Dictionary
- Brain Training series:
  - Brain Training
  - More Brain Training
- DS Cooking series
  - It Talks! DS Cooking Navi
  - DS Kondate Zenshu
- Eigo Zuke series
  - Eigo Zuke
  - Motto Eigo Zuke
- Picross DS
- Mojipittan DS
- Common Sense Training DS
- DS Shigureden
- Sekaino Daredemo Asobi Taizen
- Miru Chikara wo Jissen de Kitearu: DS Ganriki (Medikara) Training
- Ganbaru Watashi no Kakei Diary
- Otona no DS Kao Training

## América do Norte
- Big Brain Academy
- Big Brain Academy: Wii Degree
- Brain Age: Train Your Brain in Minutes a Day!
- Brain Age 2: More Training in Minutes A Day!
- Clubhouse Games
- Electroplankton
- Elite Beat Agents
- Magnetica
- Nintendogs
- Picross DS
- Planet Puzzle League
- Sudoku Gridmaster
- Tetris DS
- True Swing Golf
- Hotel Dusk Room 215

## Europa
- 42 All-Time Classics
- Action Loop
- Big Brain Academy
- Big Brain Academy for Wii
- Dr. Kawashima's Brain Training: How Old Is Your Brain?
- Electroplankton
- English Training: Have Fun Improving Your Skills!
- More Brain Training from Dr. Kawashima: How Old Is Your Brain?
- Nintendogs
- Picross DS
- Sudoku Master
- Tetris DS

## Ligações Externas
- (em inglês) Site oficial na América do Norte
- (em japonês) Site oficial no Japão
- (em português) Site oficial português